# سیارک ۲۴۸۱۸۳
سیارک ۲۴۸۱۸۳ (به انگلیسی: 248183 Peisandros، نامگذاری:2005AD28)۲۴۸۱۸۳مین سیارک کشف شده‌است که در ۱۳ ژانویه ۲۰۰۵ کشف شد.